# Reincarnate
Reincarnate ist das dritte Studioalbum der US-amerikanischen Metalcore-/Industrial-Metal-Band Motionless in White. Es erschien am 15. September 2014 im Vereinigten Königreich und einen Tag später in Nordamerika. In Deutschland erfolgte die Herausgabe des Albums am 19. September 2014. Das Album wurde über Fearless Records veröffentlicht.
Das Album enthält dreizehn Stücke mit einer Spielzeit von etwas mehr als eine Stunde. Als Gastmusiker wirken Dani Filth von Cradle of Filth, Tim Skold und Maria Brink von In This Moment mit. Ein Bonustitel, eine Akustikversion Sinematic, ist lediglich auf der digitalen Version des Albums vertreten. Produziert wurde das Album von Dan Korneff und Chris Motionless, dem Sänger der Band.
Mit Reincarnate schaffte die Gruppe erstmals einen Charterfolg außerhalb der Vereinigten Staaten. Es stieg in den britischen und in den australischen Albumcharts ein.

## Produktion
Nachdem die Gruppe eine kurze Konzertreise mit For the Fallen Dreams und Like Moths to Flames absolviert hatte, bezog die Gruppe Anfang des Jahres 2014 mit Produzent Dan Korneff das Studio, um an dem Nachfolger-Album von Infamous aus dem Jahr 2012 zu arbeiten. In einem Interview mit dem britischen Musikmagazin Rock Sound sagte Sänger Chris Motionless, dass die Produktion des Albums im Vergleich zu Infamous deutlich einfacher gewesen sei, da die Gruppe bei den Arbeiten nicht unter Zeitdruck geraten sei, was beim Vorgänger-Werk der Fall gewesen war.
Als Sänger Chris Motionless hörte, dass Dani Filth von Cradle of Filth mit der Band zusammenarbeiten würde, hat es ihn umgehauen, da er seine Musik unter anderem von Dani Filth beeinflusst sieht und nicht gedacht hätte, dass diese Zusammenarbeit zustande kommt.

„Oh Mann, haha. Ich kann immer noch nicht glauben, dass das Ganze wahr ist. Das war so ein Riesending für mich. Dani und CRADLE OF FILTH sind
so ein großer Einfluss für mich. Als ich erfahren habe, dass er es machen wird, hat es mich fast weggeblasen, das hätte ich niemals gedacht.“

Über die Zusammenarbeit mit Tim Skold sagte der Sänger, dass er inzwischen zu einem Freund der Gruppe geworden ist, was nicht zuletzt daran lag, dass er bereits in der Vergangenheit mit der Gruppe zusammengearbeitet hat.
Bereits am 23. April 2014 wurde das Album über Social Media angekündigt mit einem möglichen Veröffentlichungsdatum am 15. September 2014 im Vereinigten Königreich bzw. einen Tag später in den Vereinigten Staaten. Am 11. Juni 2014 wurde das Cover-Artwork bekanntgegeben.

## Albumtitel
In einem Interview mit dem deutschen FUZE Magazine verriet Sänger Chris Motionless, dass der Name des Albums symbolisch zu verstehen und auf die Vergangenheit der Musiker von Motionless in White bezogen ist. Er sagte, dass sich die Gruppe in einem neuen Gewand präsentieren und Musik machen wolle, die der Band gefällt und keinem Anderen. Auch sagte er, dass er durch die Fans einen enormen Druck bei der Produktion des Albums verspürt habe.

## Musik
Gegenüber dem Rock Sound hieß es, dass das Album ein musikalisches Zwischending aus dem Debütalbum Creatures und dem zweiten Album Infamous werden und zudem einen weiter verbesserten Sound tragen würde. Frank Engelhardt sagte im Rahmen eines Interviews mit Chris Motionless, dass vor allem das Lied Wasp durch seine Dark-Wave-beeinflusste dunkle Stimmung aus dem Album heraus sticht. Der Sänger sagte, dass Wasp sein persönlicher Lieblingssong auf dem Album ist, weil er im Vergleich zu dem Rest des Albums „anders“ ist. Das Lied ist aus seiner Vorliebe für Gruppen wie Depeche Mode und The Cure entstanden.

## Werbung

### Single-Veröffentlichungen
Zu dem Album wurden mit Puppets III (The Grand Finale) und dem gleichnamigen Titel, Reincarnate, zwei offizielle Singles herausgebracht. Die erste Single, Reincarnate, erschien bereits am 8. Juli 2014 auf digitaler Ebene. Am 5. August 2014 erfolgte die Veröffentlichung von Puppets III (The Grand Finale), in welchem Dani Filth von Cradle of Filth als Gastsänger zu hören ist.
Am Veröffentlichungstag des Albums in den Staaten wurde zeitgleich das offizielle Musikvideo zu Reincarnate veröffentlicht. Produziert wurde das Musikvideo von Chad Michael Ward, welcher bereits mit Marilyn Manson und Combichrist arbeitete, produziert. Zu Puppets III gibt es ein Songtext-Video.

### Gastmusiker
Als Gastmusiker konnte die Gruppe in Dani Filth, dem Sänger der Dark-Metal-Band Cradle of Filth, sowie in Tim Skold und In-This-Moment-Frontfrau Maria Brink gewinnen. Dani Filth ist im Lied Puppets III (The Grand Finale). Maria Brink im Stück Contemptress und Tim Skold auf Final Dictvm zu hören.
Da die Gruppe nach dem Ausstieg von Brandon Richter ohne Schlagzeuger auskommen muss, sprang Tom Hane als Session-Musiker bei den Studioaufnahmen ein. Im zehnten Lied des Albums, dass Wasp heißt, ist zudem Dessa Marie Poljak zu hören.

### Vorverkaufsphase
Besucher der Warped Tour 2014 hatten die Möglichkeit am Stand des Labels das neue Album der vorzeitig vorzubestellen, bevor die eigentliche Vorbestellungsphase begann. Die Käufer erhielten daraufhin ein spezielles Laminat, welches später dazu berechtigte das Album mitsamt dem Bonuslied, einer Akustikversion von Sinematic herunterzuladen.
Am 11. September 2014 startete die Gruppe eine Schnitzeljagd. An elf verschiedenen Orten in den Vereinigten Staaten, Kanada und im Vereinigten Königreich wurden kleine, hölzerne Särge versteckt mit welche man Lieder des neuen Albums freischalten konnte. Sobald alle Särge gefunden waren, wurde das Album komplett als Vorab-Stream of der Webseite der Band veröffentlicht. Um die Särge zu finden, gab die Gruppe auf Facebook die jeweilige Stadt und die Lagekoordinaten an dem sich ein Sarg befand, bekannt.

### Tournee
Um für ihr Album werben zu können, spielte Motionless in White erstmals auf allen Konzerten der Warped Tour 2014 in den USA und Kanada auf der Hauptbühne. Im September startete die Gruppe auf einer weiteren USA-Konzertreise, dieses Mal als Vorband für Bring Me the Horizon und A Day to Remember. Diese US-Tournee endete im Oktober. Nach der Absolvierung dieser Konzertreise folgte umgehend eine Europatournee als Vorband für Lacuna Coil, die zwischen Oktober und November stattfand. Im Februar und März 2015 folgte die Beyond the Barricade Tour, die in den Vereinigten Staaten und Kanada ausgetragen und von For Today sowie Ice Nine Kills begleitet wurde. Am ersten Juniwochenende 2015 tritt die Gruppe erstmals bei Rock am Ring und Rock im Park auf. Vom Juli bis September tourt die Gruppe mit Bullet for My Valentine als Vorband für Lamb of God und Slipknot durch Nordamerika.

## Erfolg
In der ersten Woche nach der Veröffentlichung konnte Reincarnate bereits 31.000 mal vertrieben werden, was die erste Top-Ten-Platzierung der Gruppe in den US-amerikanischen Albumcharts zur Folge hat. Das Album stieg in der Woche zum 3. Oktober 2014 auf Platz 9 in den US-Charts ein. Außerdem schaffte die Gruppe mit dem Album erstmals Charteinstiege außerhalb der USA. Im Vereinigten Königreich stieg Reincarnate auf Platz 43 ein. In Australien landete das Album sogar auf Platz 19.
Im Vergleich zum Vorgänger-Album Infamous, welches sich innerhalb von knapp zwei Jahren insgesamt 83.000 mal verkaufte, schaffte Reincarnate bereits innerhalb einer Woche knapp 38 Prozent der verkauften Auflage des 2012er-Albums aufzuholen. Am 31. März 2015 wurde das Album in der Kategorie Album des Jahres, die gleichnamige Single in der Kategorie Lied des Jahres bei den Alternative Press Music Awards nominiert.

## Rezeption
Jason Pettigrew vom Alternative Press vergab vier von fünf möglichen Bewertungspunkten und schrieb, dass das Album einen noch dunkleren Einfluss erhalten habe. Das Lied Puppets III beschreibt er als einen Kontrast zwischen Black Metal im Stile von Anaal Nathrakh und AFI. Laut Rock Sound baue die Gruppe ihren Sound, den sie auf dem Vorgänger Infamous spielten, weiter auf und verfeinern diesen weitestgehend. Allerdings werden Lieder wie Everyone Sells Cocaine als zu nah an Marilyn Manson kritisiert und auch Puppets III findet keinen Zuspruch.
Sebastian Berning von Powermetal.de ist der Meinung, dass das Lied Puppets III durch Dani Filths Beitrag Anleihen des Black Metal aufweise. Durch den Einsatz von Keyboards im Album erinnere der Sound an einen Mix aus Marilyn Manson und Korns Untouchables. Einziger Kritikpunkt ist die Spielzeit von knapp einer Stunde. Frank Engelhardt vom FUZE Magazine ist der Meinung, dass Motionless in White zu den wenigen Gruppen gehört, die es schaffen ganze Musikrichtungen zu verstehen. Die Gruppe entwickele ihren Stil weiter und haben Mut neue Wege einzuschlagen. Die Anteile an Metalcore seien fast komplett verschwunden und lediglich noch in Anleihen vorhanden.

## Auszeichnungen und Nominierungen
- Alternative Press Music Awards
  - 2015: Album des Jahres (nominiert)
  - 2015: Lied des Jahres für Reincarnate (nominiert)